# San Manuel-Linn
San Manuel-Linn és una concentració de població designada pel cens dels Estats Units a l'estat de Texas. Segons el cens del 2000 tenia 958 habitants.

## Demografia
Segons el cens del 2000, San Manuel-Linn tenia 958 habitants, 328 habitatges, i 270 famílies. La densitat de població era de 7,6 habitants per km².
Dels 328 habitatges en un 30,8% hi vivien nens de menys de 18 anys, en un 70,4% hi vivien parelles casades, en un 9,8% dones solteres, i en un 17,4% no eren unitats familiars. En el 15,9% dels habitatges hi vivien persones soles el 10,7% de les quals corresponia a persones de 65 anys o més que vivien soles. El nombre mitjà de persones vivint en cada habitatge era de 2,92 i el nombre mitjà de persones que vivien en cada família era de 3,26.
Per edats la població es repartia de la següent manera: un 26,9% tenia menys de 18 anys, un 7,9% entre 18 i 24, un 21,3% entre 25 i 44, un 21% de 45 a 60 i un 22,9% 65 anys o més.
L'edat mediana era de 38 anys. Per cada 100 dones de 18 o més anys hi havia 90,7 homes.
La renda mediana per habitatge era de 26.406 $ i la renda mediana per família de 27.596 $. Els homes tenien una renda mediana de 31.111 $ mentre que les dones 16.875 $. La renda per capita de la població era d'11.707 $. Aproximadament el 19,4% de les famílies i el 28,4% de la població estaven per davall del llindar de pobresa.

## Poblacions més properes
El següent diagrama mostra les poblacions més properes.